# Torquatella duolamellata
Torquatella duolamellata är en mossdjursart som först beskrevs av Scholz 1993.  Torquatella duolamellata ingår i släktet Torquatella och familjen Torquatellidae. Inga underarter finns listade i Catalogue of Life.